# NGC 7512
NGC 7512 (другие обозначения — PGC 70683, UGC 12414, MCG 5-54-46, ZWG 496.54) — эллиптическая галактика (E) в созвездии Пегас.
Этот объект входит в число перечисленных в оригинальной редакции «Нового общего каталога».